# Botrygg
Botrygg AB är ett svenskt fastighetsbolag bildat 1981, ursprungligen under namnet Fastighetsbolaget Duvkullen. Bolaget ändrade namn till Botrygg 2003 och drivs av vd Adam Cocozza. Styrelseordförande är Michael Cocozza och företagets säte finns i Linköping. 
Vid starten var verksamheten enbart inriktad på fastighetsförvaltning men från och med 1987 inleddes även byggverksamhet. 2003 inleddes en expansion utanför Linköping där bolaget först etablerade sig i Stockholm och sedermera även i Norrköping, Göteborg, Örebro samt Malmö. 
I början av 2001 inledde företaget även opinionsverksamhet för nybyggnation av hyreslägenheter.  Företaget drev tillsammans med Boverkets Byggkostnadsforum ett antal projekt för att kartlägga prisbilden på byggmaterialet. Man fann att det i synnerhet på VVS-material fanns mycket att spara på att importera byggmaterial. Företaget har också drivit opinion för att öppna upp processen för markfördelning i kommunerna, i syfte att få en öppen och transparent konkurrens i processen, i syfte att motverka korruption. 2008 samt 2010 var företaget först i landet med en hyresuppgörelse med hyresgästföreningen. 2007 sänktes hyran med 1,25% och 2009 förhandlade man om en noll-höjning. Styrelseordförande Michel Cocozza deltog som expert i Regeringens utredning SOU 2015:105 som undersökte förutsättningarna för att främja konkurrensen på byggmarknaden.
Enligt det senaste bokslutet omsätter Botryggkoncernen 2019 cirka 1 090 mkr och förvaltar 4 400 lägenheter med en personalstyrka om 340 anställda.